# 素黑
素黑，原名葉佩怡，香港女性作家、心理治療師。在香港及中國大陸活躍，畢業於嘉諾撒聖瑪利書院，香港中文大學英文系文化研究碩士，亦是香港藝術發展局藝術顧問。

## 作品

### 個人系列
- 2004年:《兩個人的孤獨》

### 自療系列
- 2002年:《妳不是一個人》
- 2003年:《女人私密檔案》
- 2004年:《一個人不要怕》
- 2005年:《兩個人兩個世界》
- 2006年:《絕望女人檔案》
- 2007年:《最放不下愛》,《這樣愛，很好》
- 2008年:《出走，是為了愛》 、《在爱中修行》
- 2009年:《放好愛》

### 小說系列
- 2006年:《出走年代》與竹風鈺書合著
- 2017年：《麻木樹療傷茶館》

### 性史系列
- 2002年:《好性女子——性史訪問錄》
- 2003年:《女人性史檔案》
- 2005年:《公然好性》與木子美合著

### 自我增值/教育系列
以下為使用葉佩怡名義出版的書籍
- 2003年12月:《歪家長》
- 2004年5月:《啟智錄》啟發全面智能實用手冊 與黃鈺書合著
- 2006年5月:《高效啟智168法》與黃鈺書合著

## 主要專欄
- 星島日報及頭條日報：素黑療情
- AM730: 心事: 素黑

## 外部連結
- 素黑的純粹黑洞 （页面存档备份，存于）
- 素黑黑洞 個人網誌 （页面存档备份，存于）